# Just Hold On
Singles par Louis Tomlinson
Back to You
(2017)
Singles par Steve Aoki
Supernova (Interstellar)
(2016) Alive
(2017)
Just Hold On est une chanson du chanteur anglais Louis Tomlinson en duo avec le DJ américain Steve Aoki, sortie le 10 décembre 2016 sous le label Ultra Records et apparaissant sur l'album Walls.

## Contexte
Just Hold On est le premier single de Louis Tomlinson après la pause du groupe One direction en 2015 dont il faisait partie.

## Composition
Le titre est composé en Si majeur avec un tempo de 115 bpm.

## Performance
Une seule performance du titre est faite sur le plateau de l'émission de The X Factor le 10 décembre 2016 et est un hommage à la mère de Louis, morte quelques jours plus tôt.

## Certifications
| Pays        | Certification | Ventes  |
| ----------- | ------------- | ------- |
| Australie   | Platine       | 70 000  |
| Belgique    | Or            | 15 000  |
| Canada      | Platine       | 80 000  |
| Danemark    | Or            | 45 000  |
| États-Unis  | Or            | 500 000 |
| France      | Or            | 60 000  |
| Irlande     | Or            | 7 500   |
| Italie      | Platine       | 50 000  |
| Pologne     | Or            | 10 000  |
| Royaume-Uni | Platine       | 600 000 |
| Suède       | Platine       | 40 000  |
| Suisse      | Or            | 15 000  |